# Trifolium pignantii
Trifolium pignantii är en ärtväxtart som beskrevs av Fauche och Louis Athanase Anastase Chaubard. Trifolium pignantii ingår i släktet klövrar, och familjen ärtväxter. Inga underarter finns listade i Catalogue of Life.